# Plagiantha tenella
Plagiantha tenella är en gräsart som beskrevs av Stephen Andrew Renvoize. Plagiantha tenella ingår i släktet Plagiantha och familjen gräs. Inga underarter finns listade i Catalogue of Life.